# Winthrop Palmer
Winthrop Hale Palmer Jr., detto Ding (Summit, 5 dicembre 1906 – Madison, 4 febbraio 1970), è stato un hockeista su ghiaccio statunitense.

## Palmarès

### Olimpiadi invernali
- Argento a Lake Placid 1932 nell'hockey su ghiaccio.

### Mondiali
- Oro a Praga 1933.